# Belvidere Bridge
Die Belvidere Bridge ist eine Eisenbahnbrücke über den River Severn am östlichen Stadtrand von Shrewsbury in Shropshire, England.
Die beim Stadtteil Belvidere stehende zweigleisige Brücke wird von der Wolverhampton–Shrewsbury Line der West Midlands Trains benutzt.
Die 1848 für die Shrewsbury and Birmingham Railway gebaute Brücke war von dem laufend für die Eisenbahngesellschaft tätigen Ingenieur William Baxter entworfen worden. Sie gilt zusammen mit den beiden etwas jüngeren Brücken, der Albert Edward Bridge und der Victoria Bridge, als die letzten noch existierenden  gusseisernen Eisenbahnbrücken Großbritanniens.
Die schräg über den Fluss gebaute Brücke ist zwischen ihren Widerlagern rund 67 m (220 ft) lang und 8,5 m  (28 ft) breit. Ihre beiden 30,9 m (101 ft 6 in) weiten Segmentbögen werden von einem in der Mitte des Flusses schräg in der Richtung der Strömung stehenden, 4 m breiten Pfeiler aus Sandstein getragen. An seiner Südseite befindet sich eine Plakette mit der Inschrift William Baker Esq/Engineer/1848 und an seiner Nordseite eine mit Hammond and Murray/Contractor/1848. Ein Bogen hat die Herstellermarkierung Cast at Coalbrookdale Foundry 1848.
Die Bögen bestehen aus sechs eisernen Rippen, die aus einzelnen Gussteilen zusammengeschraubt sind und durch runde Querstäbe versteift werden. Die Zwickel sind jeweils durch vier Gussteile mit gekreuzten Streben ausgefüllt, die den Fahrbahnträger stützen.
Die Brücke wurde 1849 zusammen mit der Eisenbahnstrecke eröffnet. 1984 wurde eine Spannbetonplatte in den Fahrbahnträger eingebaut. 1985 wurde die Brücke unter Denkmalschutz gestellt (Grade II*).